# アバウト・レイ 16歳の決断
『アバウト・レイ 16歳の決断』（アバウトレイ じゅうろくさいのけつだん、3 Generations）は、2015年のアメリカ合衆国のドラマ映画。監督はゲイビー・デラル、主演はエル・ファニングが務める。
2015年9月に開催された第40回トロント国際映画祭で『About Ray』のタイトルで初上映された。

## ストーリー
映画は「ラモーナ」と名付けられた16歳の少年レイと、彼の母マギー、その母ドリー、その同性パートナー、フランシスが性別移行に関する説明を医師から受けているところで始まる。4人は同居しており、新しいジェンダーの概念を理解するのに苦労する。ドリーはレイがレズビアンになればいいというが、マギーは彼がトランスジェンダーの男性であることを理解している。
レイはホルモン療法を開始して転校したいが、そのためには両親の同意署名が要る。マギーはレイの後に戻れない選択を前に躊躇する。マギーは10年ぶりにレイの父親クレイグに会うが、クレイグは考える時間が欲しいと言う。マギーはクレイグのせいにすることで時間を稼ごうとする。レイは一人でクレイグを探し出し、彼に妻と3人の子供がいること、またマギーは過去にクレイグの弟マシューとも関係を持っていてマシューが本当の父親かもしれないこと、マギーのせいで父親がいなかったことを知る。レイは母親に裏切られた気持ちを覚え、女性の身体に囚われたまま人生を終えるのではないかとの恐怖に慄く。
フランシスはレイの性別移行を支援することにし、マシューとマギーは話し合いを持つ。マギーとクレイグは同意書にサインし、レイは安堵する。映画は彼らが日本料理店で夕食をしているところで幕を閉じる。

## キャスト
- レイ: エル・ファニング - 16歳の少年。トランスジェンダー。
- ドリー: スーザン・サランドン - レイの祖母。レズビアン。
- マギー: ナオミ・ワッツ - レイの母。ドリーの娘。シングルマザー。
- クレイグ: テイト・ドノヴァン - レイの父。
- マシュー: サム・トラメル（英語版） - クレイグの弟。
- シンダ: マリア・ディッツィア（英語版） - クレイグの現在の妻。
- スプーン: テッサ・アルバートソン（英語版） - レイの友人。
- フランシス: リンダ・エモンド - ドリーの同性パートナー。

## 製作
ベックウィズとデラルは2012年の秋に脚本の執筆に取りかかった。ベックウィズは2013年の春に初稿を完成させた。2014年10月30日、エル・ファニング、ナオミ・ワッツ、スーザン・サランドンの出演が発表された。同年11月18日、テイト・ドノヴァンの出演が決まった。同月25日、サム・トラメルが本作に出演すると報じられた。撮影は2014年11〜12月、ニューヨーク州のニューヨーク市およびウエストチェスター郡で25日間にわたって行われた。2015年8月、マイケル・ブルックが本作の音楽を作曲すると発表された。
2016年4月、デラルはInstagramに映画の再編集が行われていることを示唆する写真を投稿した。作曲はブルックからウェスト・ディラン・ソードソンに変更された。

## 公開
2015年5月15日、ワインスタイン・カンパニーは当時『Three Generations』と呼ばれていた本作の配給権を600万ドルで獲得した。2015年6月、同作は『About Ray』のタイトルで2015年9月18日に公開されると発表された。本作は2015年9月12日、トロント国際映画祭で披露され、凡庸な評価を受けた。その後すぐ、ワインスタインは数日後に迫った公開の中止を決めた。2017年3月、映画は『3 Generations』として2017年5月5日に公開されることが発表された。
日本では当初2016年1月22日の公開が予定されていたが、2015年12月に中止が発表された。2017年9月、2018年2月3日の日本公開（タイトルは当初のまま）が発表された。

## 反応

### 批評
批評集計サイトRotten Tomatoesは40件の批評に基づき、高評価の割合を33%、評価の平均値を5.2/10、批評家の総意を
「『アバウト・レイ 16歳の決断』は、せっかく期待できる設定を、人物造形をなげうって劇映画の定石に固執する薄っぺらく書かれたストーリーに浪費してしまっている」としている。Metacriticは21件の批評に基づき、47/100という「賛否両論または平均的な評価」の加重平均値を示している。

### 論争
シスジェンダー女性であるエル・ファニングがトランスジェンダーの男性を演じたことに対しては批判の声が上がった。2015年、デラルはRefinery29に「同役は女性です。彼女はとてもか弱い方法で自分を男性として表現しているんです」と発言し、トランス男性の役を女性代名詞で呼んだことから、トランスジェンダーのコミュニティから激しい批判を浴びた。2017年、デラルは、発言は誤解されたとし、「あのRefinery29のインタビューでは、私はエル・ファニングという女優のことを話していたのであって、だから女性代名詞を使ったのです」と述べた。